# Grüne Partei Schaffhausen
Die Grüne Partei Schaffhausen (früher Ökoliberale Bewegung Schaffhausen ÖBS) ist eine politische Partei im Schweizer Kanton Schaffhausen. Sie ist seit 1996 Mitglied der Grünen Partei der Schweiz und änderte ihren Namen auf Anfang 2018 in Grüne Partei Schaffhausen.

## Geschichte
Die ÖBS entstand 1990 aus dem Zusammenschluss der Jungliberalen Bewegung Schaffhausen (JBS), ursprünglich einer Jugendorganisation der damaligen Freisinnig-Demokratischen Partei (FDP) und des Umweltforums Schaffhausen. 
Seit 1996 ist die Partei Mitglied der Grünen Partei der Schweiz. Im Jahr 2012 prüfte die Partei einen Wechsel von der GPS zu den Grünliberalen. Sie erhielt dort Beobachterstatus, um während eines Jahres einen Direktvergleich zwischen den Grünen Schweiz und den Grünliberalen ziehen zu können. An einer Mitgliederversammlung am 21. November 2013 entschied jedoch sich eine klare Mehrheit für einen Verbleib bei der Grünen Partei der Schweiz; eine Minderheit der Mitglieder trat darauf aus der Partei aus und gründete die Grünliberalen Schaffhausen (GLP). Am 22. November 2017 schliesslich genehmigte die ÖBS neue Statuten und änderte ihren Namen zu Grüne Partei Schaffhausen, kurz Grüne Schaffhausen.
Die ÖBS stellte mit Thomas Feurer von 1997 bis 2014 einen Vertreter im Stadtrat von Schaffhausen (Exekutive). Von 2008 bis 2014 war Feurer Stadtpräsident von Schaffhausen. Von 2000 bis 2004 war die ÖBS mit Herbert Bühl auch in der Schaffhauser Kantonsregierung vertreten. Vor der Abspaltung der Grünliberalen hatte die ÖBS in der Stadt Schaffhausen einen Wähleranteil von über 10 % und im Kanton Schaffhausen von über 7 %. Zum Zeitpunkt der Namensänderung von ÖBS in Grüne Schaffhausen (2018) stellte die Partei Mitglieder des Kantonsrates sowie der kommunalen Parlamente von Schaffhausen, Neuhausen am Rheinfall und Thayngen.